# Ancamna

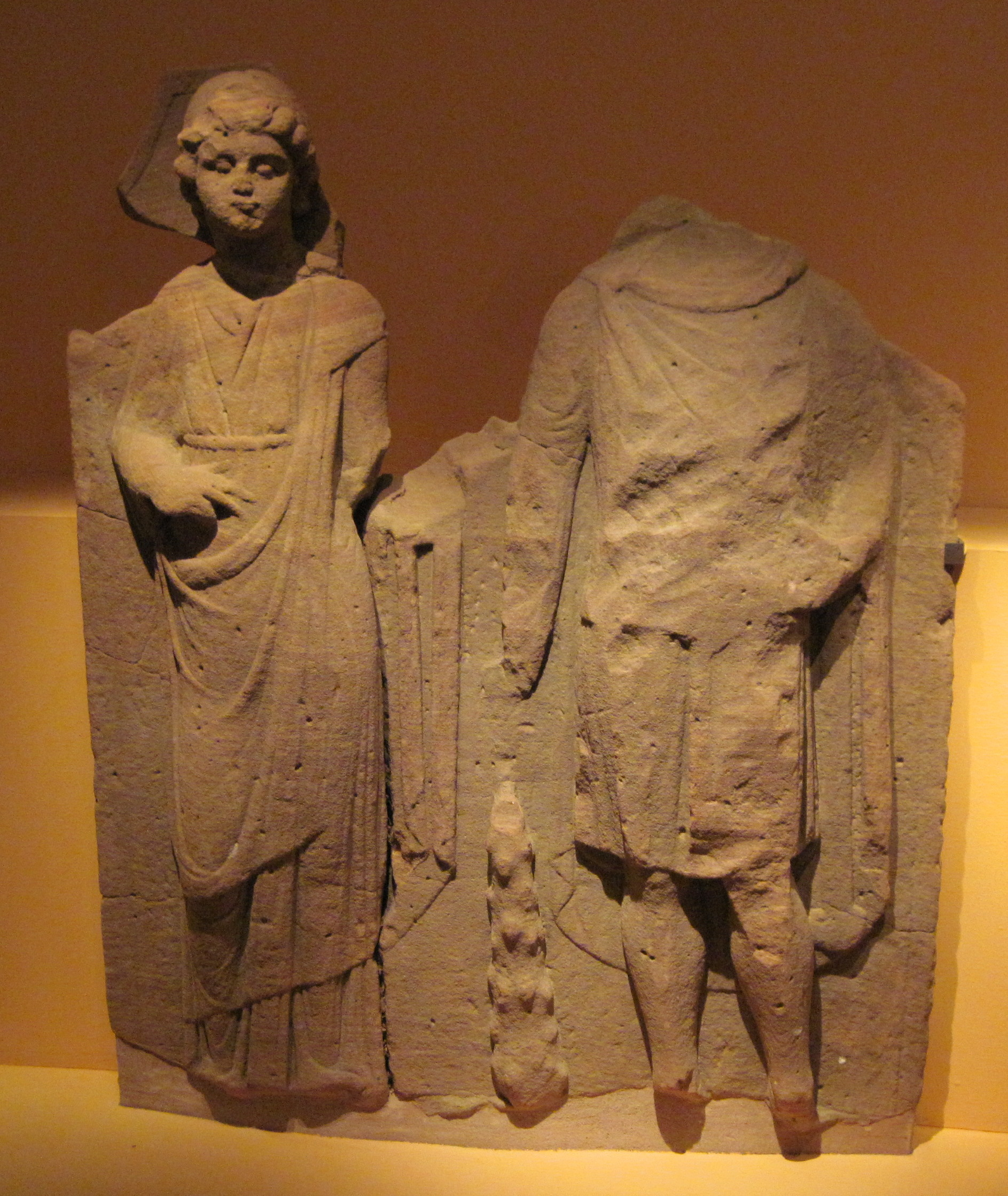

Ancamna was in de Keltische mythologie vooral ten tijde van de Gallo-Romeinse periode een watergodin die vooral in de Moezelvallei werd vereerd.
Zij werd herdacht in Trier waar zij aan de Mars-god Lenus werd gekoppeld en in Möhn aan Mars Smertulitanos.
Inciona wordt blijkbaar eveneens samen met Lenus Mars Veraudunus aanroepen op een bronzen ex voto uit Luxemburg. Het is echter onduidelijk welk verband er mogelijk geweest zou zijn tussen Inciona en Ancamna. Jufer en Luginbühl linken Ancamna aan twee andere echtgenotes van de Gallische Mars, Litavis en Nemetona, en melden dat geen van beide zelf oorlogsgodinnen lijken te zijn. Daarentegen suggereren zij dat Ancamna eerder met een bron zou zijn geassocieerd.